# Myotis pernox
Myotis pernox — вид рукокрилих ссавців з родини лиликових. Валідність виду скасована; таксон приєднано до Myotis lucifugus.

## Таксономічна примітка
Таксон відділено від M. lucifugus.

## Поширення
Країни проживання: Канада.